# Pomarkku
Pomarkku (in svedese Påmark) è un comune finlandese di 1980 abitanti, situato nella regione del Satakunta.